# HarfBuzz
HarfBuzz (transcription approximative en latin du persan : حرف‌باز, translittération : ḥrf‌bāz, signifiant caractère ouvert, comme l'anglais : OpenType) est une bibliothèque logicielle libre graphique de rendu de polices vectorielles. Elle permet en coopérant avec Freetype de mettre en forme ces fontes. Elle est utilisée dans l'architecture de Freedesktop.org et les tâches de Freetype en surcouche de Skia sur Android 4.4 et supérieur.
Parmi les logiciels qui l'utilisent, on peut citer Firefox, GNOME, Chrome OS, Chrome, LibreOffice, XeTeX, Android, KDE et Java (à partir de la version 9).
Elle a été écrite à l'initiative de Behdad Esfahbod (en), également auteur de Glyphy. Cette bibliothèque autrefois appelée HarfBuzz-ng est une évolution de la bibliothèque appelée maintenant HarfBuzz-old, elle-même dérivée de FreeType, Pango et Qt.